# Barry Purves

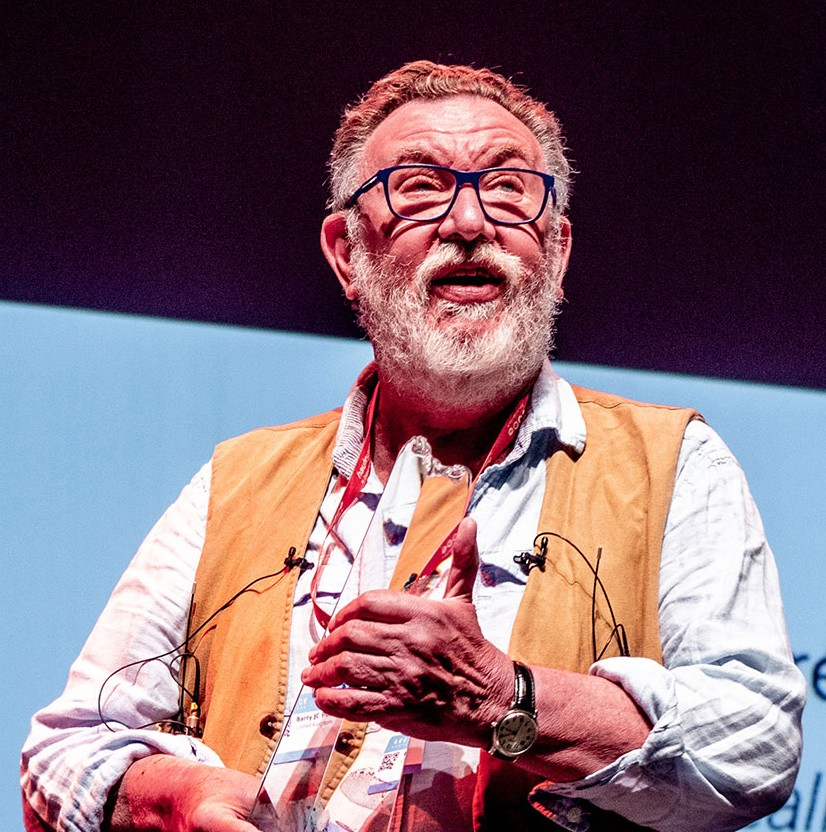
Barry Purves im Juni 2023 beim Festival d’Animation Annecy

Barry J. C. Purves (* 3. Juli 1955 in Woodbridge) ist ein britischer Animator, Regisseur und Sachbuchautor.

## Leben
Purves studierte zunächst an der Universität Manchester Schauspiel und Griechische Zivilisation und war als Schauspieler und Inspizient an Theatern in England aktiv, bevor er sich 1978 dem Animationsfilm zuwandte. Er arbeitete von 1978 bis 1986 bei den Cosgrove Hall Productions und für Thames TV und schuf hier zahlreiche Fernsehspielfilme und -serien. Purves spezialisierte sich auf den Puppentrick mit Marionetten und kam 1986 zu Aardman Animations. Drei Jahre später gründete er sein eigenes Animationsfilmstudio Bare Boards, mit dem er unter anderem Werbefilme realisierte. Ebenfalls 1989 erschien sein Regiedebüt Next, in dem er in sieben Minuten jedes Theaterstück William Shakespeares einbrachte. Im Jahr 1993 folgte Screen Play im Stil des japanischen Kabuki- bzw. Nō-Theaters. Für den elfminütigen Kurzanimationsfilm erhielt Purves 1993 eine Oscarnominierung in der Kategorie Bester animierter Kurzfilm.
Purves schuf Puppenentwürfe für den Spielfilm Mars Attacks!, doch wurde entschieden, den Film computeranimiert zu gestalten. Er war zudem an der Animation im Film King Kong beteiligt und hatte beratende Funktion bei Der Herr der Ringe: Die Rückkehr des Königs. Neben seiner Arbeit als Animator ist Purves auch als Sachbuchautor im Bereich Animation aktiv und ist Theaterregisseur und -schauspieler, vornehmlich am Altrincham Garrick Playhouse in Manchester. Purves präsentierte bereits zahlreiche seiner Animationsfilme beim Trickfilmfestival Stuttgart, bei dem er 2013 neben Daniel Kothenschulte, Jakob Schuh, Mihai Mitrică und Marie Paccou Jurymitglied im Internationalen Wettbewerb war.

## Filmografie (Auswahl)
- 1983: The Wind in the Willows (TV) – Animation
- 1984–1986: The Wind in the Willows (TV-Serie, sechs Folgen) – Animation
- 1989: Next – Regie, Drehbuch, Animation
- 1992: Screen Play – Regie, Drehbuch
- 1995: Rigoletto – Regie, Drehbuch, Animation
- 1995: Achilles – Regie, Drehbuch, Animation
- 1998: Gilbert & Sullivan: The Very Models – Regie, Drehbuch, Animation
- 2002: Hamilton Mattress (TV) – Regie
- 2005–2006: Fifi und die Blumenkinder (Fifi and the Flowertots) (TV-Serie, 21 Folgen) – Animation
- 2005–2007: Rupert Bear (TV-Serie, 52 Folgen)
- 2011: Plume – Regie, Drehbuch
- 2011: Tchaikovsky – An Elegy – Regie, Drehbuch, Animation
- 2012: Toby’s Travelling Circus (TV-Serie) – Regie

## Publikationen
- 2008: Stop Motion – Passion, Process, Performance
- 2010: Animation Basics – Stop motion

## Auszeichnungen (Auswahl)
- 1992: Media Prize – Beste Objektanimation, Ottawa International Animation Festival, für Screen Play
- 1993: Oscarnominierung, Bester animierter Kurzfilm, für Screen Play
- 1993: Gold Plaque, Chicago International Film Festival, für Screen Play
- 1993: Bronzener Drache, Krakowski Festiwal Filmowy, für Screen Play
- 1996: Zweiter Platz – Bester Animationsfilm, Filmfest Dresden, für Achilles
- 1996: BAFTA-Nominierung, Bester animierter Kurzfilm, für Achilles
- 2000: Media Prize – Beste Objektanimation, Ottawa International Animation Festival, für Gilbert & Sullivan: The Very Models
- 2002: BAA – Bestes TV-Special, British Animation Awards, für Hamilton Mattress